# Мистерията на златния часовник
„Мистерията на златния часовник“ (на английски: The Adventure of the Gold Hunter) е разказ на писателите Адриан Конан Дойл и Джон Диксън Кар за известния детектив Шерлок Холмс. Включен е в сборника с разкази „Подвизите на Шерлок Холмс“ (The Exploits of Sherlock Holmes) публикуван през 1954 г.

## Сюжет
Внимание:  Текстът по-долу разкрива сюжета на произведението (или части от него)!
Към Шерлок Холмс за помощ се обръща свещеникът от малкия град Кембъруел до Лондон, Джеймс Епли. Местният богат земевладелец Джон Трелони умира при странни обстоятелства и за неговата смърт е заподозрян племенника на Епли, д-р Пол Грифин. Случаят предизвиква интереса на Холмс и той моли свещеника да разкаже всичко подробно.
Преди няколко години при Трелони идва младата му племенница Долорес Дейл. Тя обгрижва стария си чичо и води цялото домакинство. Но Трелони изведнъж променя завещанието си, като посочва за свой наследник не Долорес, а Пол Грифин. По време на болестта на стария Трелони Грифин му оказва качествена медицинска помощ и буквално го спасява от смърт. Трелони си е лягал около десет часа вечерта, четейки винаги глава от Библията, а е ставал много рано, в пет часа сутринта. Освен това старецът е имал златен джобен часовник, от популярния модел „Златен ловец“, който е навивал преди да заспи. Пружиненият механизъм на часовника е бил достатъчен за работата му през цялата нощ.
По време на разказа свещеника на Бейкър Стрийт идва инспектор Лестрейд и потвърждава думите на Епли, че полицията подозира именно д-р Грифин в умишлено убийство. А като мотив за престъплението – желанието му да се възползва от наследството, съгласно измененото завещание на Трелони.
Холмс, Уотсън, Епли и Лестрейд отиват на местопрестъплението. Там Холмс се среща с племенница на Трелони госпожица Долорес Дейл и нейният годеник, издигащия се адвокат Джефри Ейнсуърт. Холмс ги разпитва, изяснявайки подробности за трагичната нощ.
... Вечерта е имало силна буря, и поради това Трелони, който много се е страхувал от такова време, е помолил Ейнсуърт да остане и от време на време да поглежда в спалнята му. Адвокатът го направи три пъти: в 10.30 часа вечерта, в полунощ и в един часа през нощта. Според Ейнсуърт Tрелони е спял спокойно. Когато обаче на сутринта в спалнята е влязла прислужницата, Трелони е бил мъртъв. Д-р Грифин, който също е бил в къщата, веднага е огледал тялото, но така и не е разбрал защо старецът е починал. На влезлия в стаята свещеник му се струва, че златният часовник на Трелони е спрял. Епли се опитва да го свери и два пъти превърта стрелките му, когато изведнъж часовника неочаквано зазвънява.
Холмс кани Уотсън да огледа тялото на починалия, дома му и стаята му, в която има много шишенца с лекарства и мазила. След това Холмс навива златния часовник на Трелони и предлага на Уотсън да останат в спалнята до сутринта. Едновременно Холмс моли инспектор Лестрейд да не пуска никой да излиза от къщата на Трелони.
На следващата сутрин Холмс кани всички в спалнята и казва, че случаят е решен. Според него, Трелони е бил отровен с хлороформ. Някой е сложил памук, напоен с това вещество, на лицето на спящия Трелони за дълго време, и старецът е починал. За да прикрие следите, убиецът е намазал лицето му с вазелин, за да не остане химическо изгаряне от хлороформа. Лестрейд казва, че предположението на Холмс само потвърждава подозрението на полицията за вината д-р Грифин. Защото той има нужните медицински познания за хлороформа. Но Холмс го съветва да обърне внимание на един важен детайл: опитът на Епли на сутринта да свери часовника. Свещеникът е превъртял стрелките два пъти, а часовникът се оказал нагласен за звънене. Следователно, Трелони не го е нагласил в 10 часа вечерта, а значително по-късно. Което означава, че думите на адвоката Ейнсуърт, че в Трелони спал в 10.30 часа са неверни, и че той е убиеца. Ейнсуърт се опитва да избяга, но Лестрейд веднага го арестува.
По-късно, при разпита се изяснява мотива за престъплението. Оказва се, че Трелони наистина е променил завещанието си в полза на д-р Грифин, но не е подписал документите. Ето защо, в случай на смъртта му, цялото наследството остава на Долорес Дейл, която е сгодена за Ейнсуърт.

## Интересни факти
Основа за написването на разказа е споменаването на случая в разказа на Артър Конан Дойл „Петте портокалови семки“. 
| „ | ...и най-после Кембъруелското дело за отровителство. В този случай Холмс успя да докаже, че часовникът на покойния е бил навит два часа преди пристигането на съдебните власти, от което произтичаше, че потърпевшият е легнал да спи по това време – извод, който има голямо значение за крайния изход на делото. | “ |